# Elisabeth Müller von Stengel
Elisabeth Müller von Stengel, auch Freifrau Elisabeth von Stengel, geborene Elisabeth Emma Aron (geboren 9. Juni 1900 in Straßburg; gestorben 1978 in Ascona in der Schweiz) war eine Managerin, Holocaust-Überlebende und Chefredakteurin einer Foto-Illustrierten.

## Leben
In den späten Jahren der Weimarer Republik wurde Müller von Stengel Inhaberin beziehungsweise „Atelierleiterin“ des in Berlin ansässigen fotografischen Ateliers Binder, das bis 1937 „als das größte Photoatelier Europas“ galt und bis 1938 im Haus Kurfürstendamm 205 angesiedelt war.
Müller von Stengel war mit dem zur Zeit des Nationalsozialismus tätigen Widerstandskämpfer Theodor Haubach und dem SPD-Politiker Carlo Mierendorff befreundet. Als Jüdin wurde sie in das Konzentrationslager Theresienstadt verschleppt, wo sie gemeinsam mit dem im dortigen Ältestenrat tätigen Reformrabbiner Leo Baeck für die Jugendfürsorge sowie für die Altersfürsorge tätig war.
In der Nachkriegszeit prozessierte Müller von Stengel in Baden-Württemberg in einem Wiedergutmachungsverfahren.
In den 1950er Jahren redigierte sie die in Frankfurt am Main in der flamingo Verlags-GmbH erschienene Foto-Zeitschrift Photo-Illustrierte und unterstützte den Verleger Walter Hösterey alias Walter Hammer bei den Arbeiten an der 1955 erschienenen Biographie Theodor Haubach zum Gedächtnis.
Elisabeth Müller von Stengel starb 1978 in der Schweiz. Ihre Ehe mit Freiherr von Stengel war bereits 1934 in Berlin geschieden worden, den Zusatz Müller im Familiennamen nahm sie erst danach an.

## Archivalien
Archivalien von und über Elisabeth Müller von Stengel finden sich beispielsweise
- im Staatsarchiv Ludwigsburg unter den Personenakten im Bestand EL 350 I, Landesamt für die Wiedergutmachung Baden-Württemberg: Einzelfallakten / ca. 1945–2021, Buchstabe M, Bestellsignatur Staatsarchiv Ludwigsburg EL 350 I Bü 2562 (früherer Bestand AM 305, Vorsignaturen ES 2598 -2)[1]